# Barbana, Brda
Barbana je vas v Občini Brda.